# Argentina Menis
Argentina Menis (Cernele, Rumania, 19 de julio de 1948-3 de marzo de 2023) fue una atleta rumana, especializada en la prueba de lanzamiento de disco en la que llegó a ser subcampeona olímpica en 1972.

## Carrera deportiva
En los JJ. OO. de Múnich 1972 ganó la medalla de plata en el lanzamiento de disco, con una marca de 65.06 m, tras la soviética Faina Melnik que con 66.62 m batió el récord olímpico, y por delante de la búlgara Vasilka Stoeva (bronce). El 23 de septiembre de 1972, estableció un récord mundial que permaneció por 8 meses. Después de su retiro como atleta de alta competición trabajó para su club Dinamo București.

## Muerte
Argentina Menis murió el 3 de marzo de 2023 a los 74 años de edad. No se informó la causa de su fallecimiento.